# لز پلاساس
لز پلاساس (به فرانسوی: Les Places) یک کمون در فرانسه است که در Canton of Thiberville واقع شده‌است.

## خصوصیات
لز پلاساس ۱٫۹۳ کیلومترمربع مساحت و ۷۸ نفر جمعیت دارد.